# Robotyne
Robotyne (ukrainsk: Робо́тине) er en landsby i Polohy rajon, Zaporizjzja oblast i Ukraine. Administrativt er det en del af Tokmak by hromada, en af Hromadaerne i Ukraine. Landsbyen ligger cirka 15 km sydøst for Orikhiv, og 23 km nord for Tokmak.
Det havde en befolkning på 480 i 2001.

## Historie

### 1800- og 1900-tallet
Ifølge Yu. Knyazkov blev området oprindeligt bosat som en gård i 1818 af migranter fra byen Orikhiv. Navnet på byen er afledt af de første bosætteres efternavn, Robota. I 1869 blev landsbyen officielt grundlagt.
Området blev administrativt tildelt Sweetko-Balkiv Volost, Berdyansk Amt, Tavriysk Guvernement. Indtil 1865 tilhørte indbyggerne sognet i Orikhiv, inden de blev overført til Kopani. Næsten alle indbyggere var etniske ukrainere

### Starten af 2000-tallet
Før de administrative reformer var landsbyen en del af Tokmak Raion, Zaporizjzja oblast i Ukraine. Landsbyen ligger 23 km nord for Tokmak, hvilket gjorde den til — på det tidspunkt — en af de fjerneste bebyggelser i Tokmak Raion fra distriktets centrum, Tokmak.
Den 17. juli 2020, som et resultat af den administrativ-territoriale reform og afviklingen af Tokmak Raion, blev landsbyen en del af Polohy rajon.

### Ruslands invasion af Ukraine
I begyndelsen af marts 2022 tog russiske styrker kontrol over landsbyen som en del af den russiske invasion af Ukraine. Ifølge lokale beretninger var livet i landsbyen under den russiske besættelse uden varme, lys eller vand. En tilbageværende familie levede sig af en have og delte mad med naboerne. Huse blev ødelagt af daglige bombardementer.
Intense sammenstød fandt sted nær Robotyne midt i den ukrainske modoffensiv i 2023, da den havde en vital position i den russiske forsvarsfront. Landsbyen fik betydelige skader og tab af indbyggere under kampene. Den 23. august 2023 hejste Den 47. Mekaniserede Brigade det ukrainske flag ud på ruinerne af en lokal skole  for at markere erobringen af landsbyen. Ukraine sagde, at de efterfølgende organiserede en sikker evakuering af de resterende civile. Ved befrielsen var der kun én familie tilbage i landsbyen. Efter evakueringen bor familien nu i Zaporizjzja by.
Den 6. september 2023 gjorde enheder fra den russiske 76. luftangrebsdivision et forsøg på at genvinde deres tabte stillinger i skyttegravslinjerne og højderne syd for Robotyne. Angrebet blev foretaget fra vest og syd fra Novoprokopivka for at genetablere kontrollen over landsbyen. Efter et par timers hårde kampe og vellykkede modangreb lanceret fra nord og nordøst af Skala-Bataljonen og droneenheder fra 47. mekaniserede brigade , blev de russiske enheder besejret og tvunget til at trække sig tilbage.

## Transport
Landsbyen ligger ved motorvejen T0408, der løber i nord-sydgående retning mellem Orikhiv og Tokmak.

## Demografi
Ifølge den ukrainske folketælling i 2001 talte størstedelen af befolkningen ukrainsk (92.92 %), og et mindretal talte russisk (6.88 %).